# Cornelis Galle I
Cornelis Galle (Antwerpen, 1576 - aldaar, 29 maart 1650) was een Vlaams graveur. 

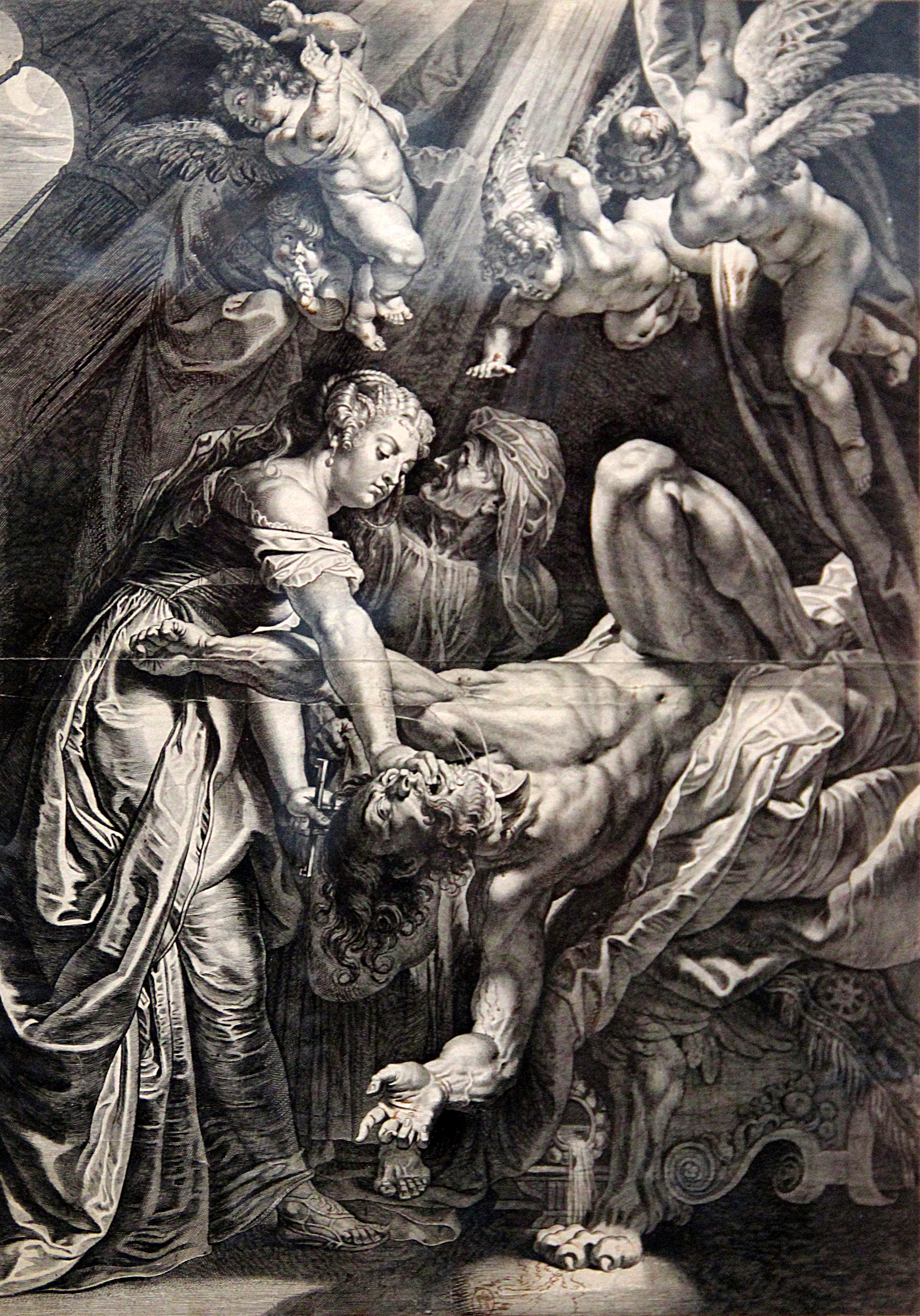
Judith Onthoofding Holofernes (1610-1620), door Cornelis Galle I - Bibliothèque Nationale de France (Paris).

## Biografie
Zijn vader Philip Galle had zich, na een opleiding bij grote meester-graveurs in Haarlem, in Antwerpen gevestigd en er een eigen atelier met drukkerij opgericht. Zijn zoons Theodoor en Cornelis werden hier opgeleid tot graveurs, en later zou Theodoor ‘de Witte Lelie’ overnemen. In 1610, enkele jaren na zijn terugkeer uit Italië, werd Cornelis meester in het Antwerpse Sint-Lukasgilde. De samenwerking met Rubens zou reeds daarvoor zijn begonnen, voor het graveren van Electorum Libri. Toen Rubens weer in Antwerpen was, wilde hij de plannen om zijn schilderijen in grafiek te reproduceren verwezenlijken.  De eerste graveur bij wie hij aanklopte was Cornelis Galle. Hij voerde ‘de Grote Judith’ uit, wat volgens kenners zijn meesterwerk genoemd kan worden.  Rubens was, zelfs na verbeteringen van zijn hand, niet tevreden over het resultaat en ging verder op zoek naar een graveur die zijn typerende picturaliteit en dynamiek in zwart-wit kon overbrengen.  Voor het maken van boekillustraties bleef Rubens echter tot aan zijn dood samenwerken met Cornelis.

## Boekillustraties
Boekillustraties of titelbladen werden gemaakt in een circuit van onderlinge controles.  Nadat de uitgever een opdracht kreeg, betrok hij zowel de auteur als de kunstenaar voor het ontwerpen van het titelblad. Rekening houdend met de bepaalde voorwaarden maakt de kunstenaar vervolgens een gedetailleerde tekening, die hij opstuurt naar de uitgever ter goedkeuring. Die legt het ontwerp op zijn beurt voor aan de auteur, zodat ook hij eventuele veranderingen kan eisen. Het al dan niet verbeterde ontwerp wordt vervolgens via de uitgever doorgegeven aan de graveur.  Deze zal op basis van het ontwerp een eigen ontwerp maken voor de gravure, en deze samen met de gegraveerde koperplaat en de eerste staat weer laten zien aan alle betrokkenen, totdat iedereen tevreden is.
In de samenwerking van Rubens en Galle is de sleutelfiguur Balthasar I Moretus. Hij nam in 1610 de Officina Plantiniana over en vormde deze om tot een drukkerij-uitgeverij met internationale faam, een van de grootste tot diep de zeventiende eeuw. Zowel hun hechte vriendschap als de schilders enorme talent maakten van Rubens tussen 1612 en 1637 de vaste ontwerper van boekillustraties aan het Plantijnse Huis. In feite waren beiden afhankelijk van elkaars succes.
De zus van Balthasar I Moretus was getrouwd met Theodoor Galle, de broer van Cornelis. De Moretussen hadden enkele graveurs in dienst, maar moesten werk afstaan omwille van de enorme vraag. Zo zou ‘de Witte Lelie’ bijna honderd jaar verbonden zijn met de Officina Plantiniana als uitvoerders en drukkers van kopergravures.  Cornelis volgde in 1615 zijn broer op als bijna-exclusieve uitvoerder van de ontwerpen van Rubens. Er zouden ten meeste acht andere graveurs geweest zijn die Rubens’ illustraties uitwerkten, waaronder Lucas Vorsterman; de anderen voornamelijk binnen dezelfde school als de Galles.  Cornelis gaf ook eigen werk uit en werkte soms samen met andere kunstenaars of uitgeverijen. Toch zou het atelier nooit het succes van hun vader evenaren, en behoorden zij niet tot de meest getalenteerde graveurs-drukkers.
De hervorming van het geïllustreerd boek  vloeide voort uit de wisselwerking tussen de intellectueel Moretus en de briljante Rubens.  Het resultaat was het prachtboek, waar overvloedige illustraties primeerden over de inhoud en het titelblad fungeerde als uithangbord. In tegenstelling tot de zestiende-eeuwse boeken, waarbij de illustratie op het voorblad louter decoratief was, had het barokboek een titelblad vol met allegorische figuren die naar de inhoud van het boek verwezen. Het gebeurde zelfs dat Rubens de verklaring bij het ontwerp noteerde, omdat zijn allegorie te ingewikkeld was. Normaliter werd in samenspraak met de auteur, de kunstenaar en de uitgever beslist hoe het voorblad er zou moeten uitzien, maar Held  maakte gevallen bekend waarbij Rubens toch zijn eigen idee uitvoerde. De kwaliteit van zijn illustraties lag in het correct weergeven van ruimte en lichamen, in het gebruik van architecturale elementen en dramatische lichteffecten.  Toch werd zijn creatieve vrijheid beperkt door de eis van Moretus naar wat Judson ‘vormperfectie’ noemt, met name de verhouding tussen typografie en het artistieke concept.
Een door Rubens geïllustreerd titelblad ‘was een vreugde voor de lezer, het verleid de koper en het maakt het boek tegelijk niet duurder’, blijkt uit de correspondentie van een auteur met Moretus. Toch waren het niet de illustraties van Rubens die de verkoopcijfers beïnvloedden maar nog steeds de inhoud.

## Samenwerking
Men kan de samenwerking tussen Rubens en Cornelis Galle op een eenvoudige manier verklaren. De hechte band tussen Galle en Moretus, door huwelijk en -vermoedelijk- contract, kan de reden zijn waarom de ontwerpen van Rubens door hem werden uitgevoerd. Het feit dat Rubens op zondag voor hen werkte, daardoor een lagere prijs vroeg en het feit dat Galle een minder getalenteerde graveur was, zouden onder andere voor Hymans kunnen bewijzen dat de boekillustraties minderwaardig waren in de ogen van de schilder. Mogelijk beschouwde hij zijn inbreng eerder als vriendendienst.
Hierop volgt mijn hypothese. Rubens lijkt een zakenman die economisch met zijn tijd omging. Een boek verkocht niet veel beter als het zijn illustraties bevatte, dus bracht het ontwerpen ervan hem niet méér rijkdom of beroemdheid. Zou hij zo gepassioneerd zijn door het ontwerpen van illustraties dat hij er zijn vrije tijd voor wilde opgeven zonder ten volle betaald te worden? Misschien waren de hervormingen die hij doorvoerde een artistieke missie.
Toen Cornelis Galle niet geschikt bleek voor zijn reproductiegrafiek, besliste Rubens zonder meer om iemand anders te zoeken. Dit toont aan dat de meester niet werkt met iemand over wie hij niet tevreden is. Behalve uit correspondentie van Moretus, waarin deze expliciet vraagt de illustraties van Rubens te laten uitvoeren door Cornelis Galle, bewijst ook  het feit dat zij meer dan twintig jaar hebben samengewerkt dat Galle voldeed aan Rubens’ eisen. 
Het belangrijkste van deze titelblaren waren enerzijds de artistieke compositie, anderzijds de vormperfectie. Hoewel Rubens en Moretus het concept van het geïllustreerde boek veranderden, bleef het misschien geconcipieerd worden als een eerder traditioneel medium. De uitgever moest rekening houden met de vraag en de smaak van de kopers, die mogelijk een evenwicht verkozen tussen vernieuwing en traditie.
De gegraveerde illustratie werd daarbij nog niet gezien als een onafhankelijk artistieke creatie. Dit fenomeen, beschrijft Van Mulders, zette Rubens in gang maar was nog niet van toepassing op deze werken. Hier gold het onderscheid tussen scheppende prentkunst en dienende illustratiekunst.
Het profiel van Galle past perfect in dit plaatje. Hij was op artistiek vlak dan wel minder ontwikkeld dan zijn tijdgenoten, hij was een uitstekend vakman  die alle genres aankon. Zijn stijl werd door verschillende auteurs omschreven als zeer nauwkeurig, gehecht aan de schone lijn, maar met gebrek aan een individuele inbreng, de stijl van ‘de machinisten’  genoemd, volgens de oude school. Cornelis werd daarenboven omschreven als een “ethisch”  iemand, wat hem waarschijnlijk uitstekend deed fungeren in een proces dat enorm aan controle onderhevig was. Zijn traditionele stijl van graveren en zijn vakmanschap was precies wat Rubens zocht om zijn ontwerpen te kunnen laten balanceren tussen vormperfectie en artistieke vernieuwing.